# Mode dubitatif
 (février 2024).
Le mode dubitatif est un mode grammatical épistémique trouvée dans certaines langues, qui indique que l'énoncé est douteux ou incertain.  Il peut subsister comme catégorie morphologique distincte, comme en bulgare, ou bien comme catégorie d'usage au sein d'un autre mode, comme le mode conditionnel de l'espagnol : fue traído al hospital, « Il a été amené à l'hôpital », habría sido traído al hospital, « [Il aurait été/Les informations dont nous disposons indiquent qu'il a été] transporté à l'hôpital ».
Un exemple peut être pris de l'ojibwé, une langue algonquienne d'Amérique du Nord. Les verbes en ojibwé peuvent être marqués d'un suffixe dubitatif, indiquant que l'orateur est dubitatif ou incertain quant à ce qu'il dit. Ainsi, aakozi signifie « il est malade », tandis que aakozidog pourrait être traduit par « il doit être malade ; je suppose qu'il est malade ; peut-être qu'il est malade ; il pourrait être malade ». 